# Mermaid (U-Boot)

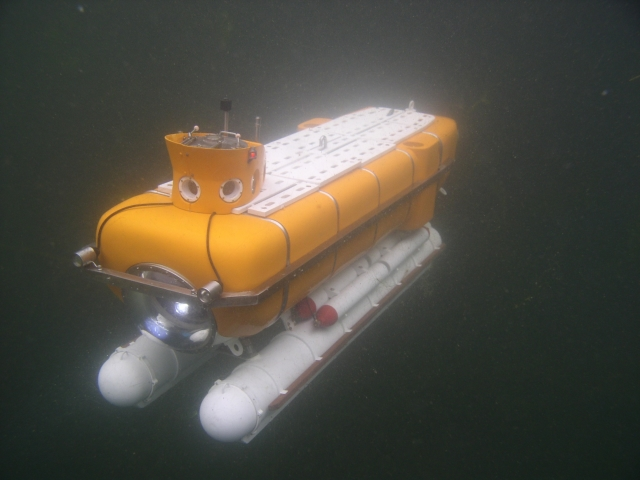
Modellboot der Mermaid III

Unter dem Namen Mermaid (engl.: Meerjungfrau) entwickelte und produzierte das Karlsruher Unternehmen Bruker Meerestechnik ab 1969 verschiedene Typen von Forschungs-U-Booten. Die 1971 vom Stapel gelassene Mermaid I ist dabei nach dem Typ Tours 64/DGK 300 des Ingenieurkontors Lübeck das zweite in der Bundesrepublik hergestellte Tiefsee-U-Boot.
Insgesamt wurden fünf Typen der Mermaid-Serie gebaut, weitere zwei wurden projektiert. Zu den Nutzern zählten P & O und andere Unternehmen, Einsatzgebiete waren Forschungen und Beobachtungen in der Offshore-Industrie.

## Mermaid I
Die Konstruktion des Typs Mermaid I begann 1969, der Bau war 1971 abgeschlossen. Ab Juli 1971 wurde das Boot zunächst in einem Baggersee bei Karlsruhe erprobt; weitere Tests fanden 1972 im Mittelmeer bei Malta und Sardinien statt. Bei den Versuchsfahrten wurden verschiedene Einsatzzwecke wissenschaftlicher und wirtschaftlicher Natur untersucht.
Technisch bildete Mermaid I die Grundlage für die weiteren Entwicklungen der Serie. Das grundsätzliche Konstruktionsprinzip besteht aus einem zylindrischen Rumpf mit dem Druckkörper, in dessen vorderen Bereich sich ein Turm mit der Einstiegsluke, einem Manövrierpropeller und Fenstern in alle Richtungen sowie ein im Bug angebrachtes und diagonal nach unten gerichtetes Bullauge befinden. Das Ende des Rumpfes beinhaltet einen weiteren Manövrierpropeller sowie die von einem Elektromotor angetriebene Propellerdüse als Hauptantrieb. Charakteristisch für den Entwurf sind die beiden wie Kufen unter dem Rumpf angebrachten Behälter für die Bleiakkumulatoren.
Bereits beim ersten Modell der Serie wurden Rumpf und Druckkörper in einer Sektionsbauweise hergestellt. Die Sektionen sind dabei im Querschnitt stets gleich angeordnet und weisen jeweils eine Breite von 1,7 m bei einem Durchmesser des Druckkörpers von 1,2 m.
Bei Mermaid I bestand der Druckkörper aus Stahl und nahm eine Länge von 4,3 m des 5,2 m langen Rumpfes ein. Das Boot war 6,3 t schwer und konnte maximal 600 m tief tauchen. Es wurde von einem 2,2 kW starken Motor angetrieben, der eine Höchstgeschwindigkeit von 2 kn erlaubte. Die Besatzung bestand aus einem Piloten und einem Beobachter, die Lebenserhaltungssysteme konnten 60 Stunden lang arbeiten. Es befand sich standardmäßig keine wissenschaftliche Ausrüstung an Bord, aber das Boot war mit Scheinwerfern und einem Unterwassertelefon ausgestattet.

## Mermaid II
Mermaid I wurde 1974 durch Umbauten zu Mermaid II. Die Modifikationen betrafen vor allem die Antriebsanlage, die Turmverkleidung, ein neues Bugfenster sowie die technische Ausrüstung. Die neue Maschinenanlage leistet 3,7 kW und ermöglicht damit maximal 3,2 kn Fahrt. Durch das neue Bullauge im Bug, dessen Durchmesser von 22 cm auf 76 cm vergrößert wurde, sinkt allerdings die hydrostatische Belastbarkeit des Druckkörpers, sodass die Tauchtiefe nunmehr maximal 540 m betrug. An zusätzlicher Ausrüstung wurden ein Echolot und eine schwenkbare Kamera montiert.
Die Erprobung des Typs begann im Sommer 1974; im Februar des Folgejahres wurde das Boot seinem neuen Betreiber, der International Underwater Contractors in New York übergeben. Zu markanten Einsätzen dieses Bootes zählten Tauchfahrten zum Wrack des 1956 gesunkenen Passagierschiffes Andrea Doria. Ferner wurde das Boot zur Inspektion von Unterwasserkabeln und Offshore-Einrichtungen eingesetzt.

## Mermaid III
Die Entwicklung der Mermaid III begann 1972, es handelt sich dabei aber tatsächlich erst um das zweite Schiff der Serie. Im Gegensatz zum Vorgänger besitzt das Modell einen 1,2 m längeren Rumpf, der darüber hinaus noch zwei miteinander verbundene Druckkörper enthält, die zusammen 6,3 m messen. Der hintere Druckkörper ist als Kammer für maximal zwei Taucher konzipiert; in ihm befindet sich eine nach unten gerichtete Taucherschleuse. Weitere Neuerungen sind der horizontal um 180° schwenkbare Heckpropeller sowie das kuppelförmige Bugfenster aus Acrylglas.
Das deutlich größere Boot wiegt 12,5 t und kann maximal 470 m tief tauchen. Der Elektromotor leistet 4,7 kW und ermöglicht eine Höchstgeschwindigkeit von 2,7 kn. Durch die Taucherkammer steigt die Besatzung auf vier Personen; die Lebenserhaltungssysteme arbeiten 120 Stunden lang. Gegenüber Mermaid II wurden ein weiterer Außenscheinwerfer, eine weitere Kamera sowie Ausrüstung zur Arbeit an Seekabeln installiert.
Ebenso wie Mermaid II lief das Boot im Sommer 1974 vom Stapel und wurde zunächst in Binnenseen erprobt. 1975 wurde das Boot an die britische P & O Subsea Ltd. verkauft und zunächst vor Schottland erprobt. Eingesetzt wurde es vor allem bei Arbeiten im Bereich der Offshore-Ölförderung in der Nordsee.

## Mermaid IV
Mermaid IV ist im Wesentlichen mit der Konstruktion der Mermaid III identisch und wurde 1976 gebaut. Wichtigste Neuerung ist der Einbau zweier Greifarme, die auf beiden Seiten unterhalb des Bugfensters angebracht sind. Ebenfalls wurde das Boot mit ausfahrbaren Standbeinen versehen.
Ebenso wie ihre Vorgängerin wurde die Mermaid IV an die P & O Subsea Ltd. verkauft, der Preis soll 1,2 Millionen D-Mark betragen haben. Die Auslieferung erfolgt im Dezember 1976.

## Mermaid V, VI, VII
Die weiteren Modelle der Serie, von denen jeweils auch mehrere Exemplare gebaut wurden, bauen allesamt auf Mermaid III und IV auf. Erfahrungen aus dem Bau der Mermaid-Serie flossen ab den 1980er Jahren in den Bau der Serie Seahorse ein, die wiederum verschiedene zivile und militärische Typen hervorbrachte.